# Přidružený stát
Přidružený stát (anglicky Associated state, španělsky Estado asociado) je de facto téměř nezávislý stát, který je v dobrovolném svazku s větším státem (většinou bývalá koloniální země), která tak zodpovídá za část suverénních pravomocí přidruženého státu (zpravidla za zahraniční politiku a obranu).

## Volně přidružené nezávislé státy
| Země                | Mateřský stát                       | Typ přidružení |
| ------------------- | ----------------------------------- | --- |
| Cookovy ostrovy     | Nový Zéland od roku 1965            | Cookovy ostrovy jsou samostatná země, volně přidružená k Novému Zélandu. Jsou pozorovatelem OSN. Nový Zéland zodpovídá (s jejich svolením) za jejich zahraniční politiku a obranu. |
| Marshallovy ostrovy | Spojené státy americké od roku 1986 | Dohoda o volném přidružení (Compact of Free Association). Marshallovy ostrovy jsou nezávislá země, člen OSN. USA zodpovídá za jejich obranu.                                       |
| Mikronésie          | Spojené státy americké od roku 1986 | Dohoda o volném přidružení (Compact of Free Association). Federativní státy Mikronésie je nezávislá země, člen OSN. USA zodpovídá za jejich obranu.                                |
| Niue                | Nový Zéland od roku 1974            | Niue je samostatná země, volně přidružená k Novému Zélandu. Jsou pozorovatelem OSN. Nový Zéland zodpovídá (s jejich svolením) za jejich zahraniční politiku a obranu.              |
| Palau               | Spojené státy americké od roku 1994 | Dohoda o volném přidružení (Compact of Free Association). Palau je člen OSN. USA zodpovídá za jejich zahraniční politiku a obranu, má právo na vojenské základny na jejich území.  |

## Přidružená závislá území
| Země            | Mateřský stát                       | Typ přidružení |
| --------------- | ----------------------------------- | --- |
| Portoriko       | Spojené státy americké od roku 1952 | Přidružený stát USA ("Commonwealth"). Obyvatelé jsou američtí občané, ale nevolí do kongresu ani prezidenta. USA zodpovídá za jejich zahraniční politiku a obranu. Obyvatelé v minulých referendech zamítli možnost, aby se Portoriko stalo 51. státem USA, ale i úplnou nezávislost. |
| Severní Mariany | Spojené státy americké od roku 1978 | Přidružený stát USA ("Commonwealth"). Obyvatelé jsou američtí občané, ale nevolí do kongresu ani prezidenta. USA zodpovídá za jejich zahraniční politiku a obranu. |
| Nová Kaledonie  | Francie od roku 1999                | Správní korporace sui generis. Dvěma smlouvami (1988 a 1998) získala značnou vlastní autonomii s možností vyhlášení nezávislosti uzákoněnou francouzským Národním shromážděním. Mezi lety 2014 a 2018 se má konat referendum o nezávislosti.                                          |

## Státy, které předaly část svých pravomocí jinému státu
| Země            | Mateřský stát                              | Typ přidružení |
| --------------- | ------------------------------------------ | --- |
| Andorra         | Francie Španělsko od roku 1278             | Francie a Španělsko zodpovídají za obranu andorrského území, francouzský prezident je symbolickou hlavu státu.                                                            |
| Kiribati        | Austrálie Nový Zéland                      | Kiribati nemá vlastní armádu. Obrana státu je zajišťována Austrálií a Novým Zélandem.                                                                                     |
| Lichtenštejnsko | Švýcarsko od roku 1923                     | Švýcarsko se stará o obranu Lichtenštejnska a většinu zahraničních vztahů a zastoupení.                                                                                   |
| Monako          | Francie od roku 1814                       | Monako je de facto protektorátem Francie, která ho zastupuje v zahraničí, stará se o jeho obranu. Na oplátku je monacká vláda zavázána jednat v souladu se zájmy Francie. |
| Nauru           | Austrálie od roku 1968                     | Austrálie zodpovídá za obranu Nauru, které nemá armádu. |
| Samoa           | Nový Zéland                                | Nový Zéland zodpovídá na základě neformální dohody za obranu Samoy, která nemá armádu.                                                                                    |
| San Marino      | Itálie od roku 1999                        | Itálie zodpovídá za obranu San Marina. |
| Vatikán         | Švýcarsko od roku 1506 Itálie od roku 1929 | Zvláštní vztah viz Lateránské smlouvy. Ochranu papeže zajišťuje Švýcarská garda.                                                                                          |